# سارمران
سارمران (بالفارسية: سارمران) هي قرية تقع في قسم دامن كوه الريفي (مقاطعة إسفراين) في إيران. يقدر عدد سكانها بـ 1,417 نسمة .